# Solingen Hauptbahnhof

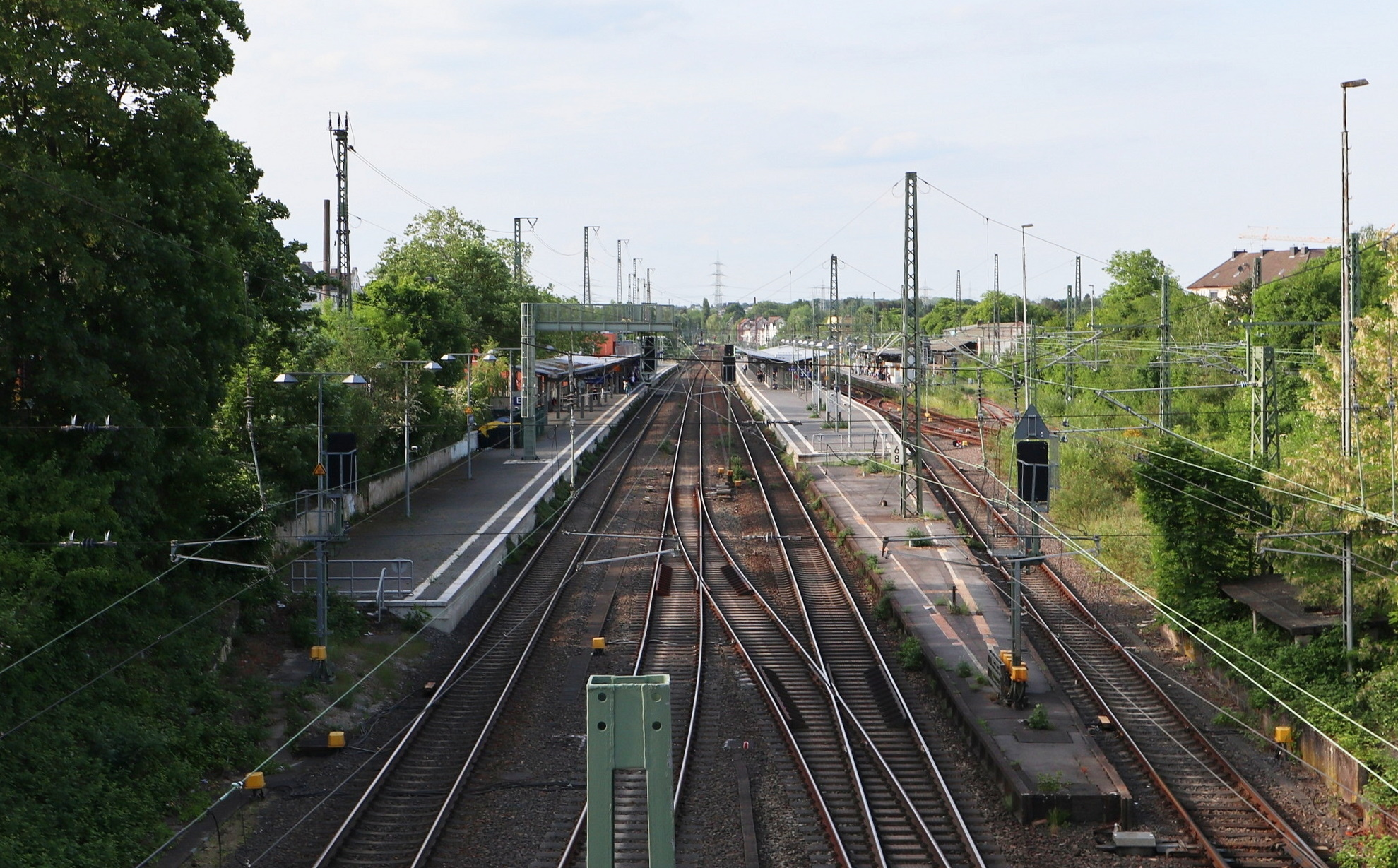
Solingen Hauptbahnhof von Süden

Der Solinger Hauptbahnhof ist der wichtigste Bahnhof der bergischen Großstadt Solingen. Er befindet sich im westlichen Solinger Stadtteil Ohligs. Der heutige Kreuzungsbahnhof wurde 1867 als Bahnhof Ohligs-Wald eröffnet, hieß ab 1890 Ohligs, nach der Städtevereinigung 1929 bis 2006 Solingen-Ohligs und trägt nach Stilllegung des alten Hauptbahnhofes in der Stadtmitte seither den heutigen Namen.
Am Bahnhof werden heute im Durchschnitt 10.000 Reisende und Besucher sowie ca. 260 Ankünfte bzw. Abfahrten pro Tag gezählt.

## Lage und Beschreibung
Der Solinger Hauptbahnhof befindet sich im Stadtteilzentrum von Solingen-Ohligs, die Anschrift lautet Bahnstraße 5, 42697 Solingen. Er verfügt über ein Bahnhofsempfangsgebäude mit Wartehalle sowie verschiedene Einzelhandelsgeschäfte. Der Bahnhof verfügt über fünf Bahnsteiggleise, die alle barrierefrei zugänglich sind. Zugänge bestehen von der Vorderseite über den Bahnhofsvorplatz, den Bremsheyplatz, von wo aus auch die Fußgängerzone Düsseldorfer Straße erreicht werden kann, außerdem besteht ein Zugang von der Ostseite des Bahnhofes, am Beginn der Sauerbreystraße. Von dort führt eine Unterführung unter den Gleisanlagen in Richtung des Bahnhofsvorplatzes. Am Bahnhofsvorplatz befindet sich ein Busbahnhof, an dem Anschlüsse zu mehreren Bus- und Oberleitungsbuslinien der Stadtwerke Solingen sowie einzelnen Buslinien der Rheinbahn und der Bahnen der Stadt Monheim bestehen. Am Solinger Hauptbahnhof gibt es ferner einen Standort der Bahnhofsmission.
Von dem Bahnhof aus ist
- der Kölner Hauptbahnhof in ca. 20–25 Minuten,
- der Düsseldorfer Hauptbahnhof in ca. 20 Minuten sowie
- der Wuppertaler Hauptbahnhof in ca. 10–15 Minuten im Regionalverkehr (RE7/RB48) und innerorts
- der Bahnhof Solingen Mitte in 8 Minuten zu erreichen.

Der Hauptbahnhof ist der einzige Bahnhof in Solingen, der an das Fernbahnnetz der Deutschen Bahn AG angeschlossen ist. Mit Intercity-Express-, Intercity-, Regional-Express-, Regionalbahn- und S-Bahnen bestehen Anschlüsse an alle wichtigen Zuggattungen.

## Geschichte

### Vorgeschichte
Die 1843 in Elberfeld gegründete Bergisch-Märkische Eisenbahn-Gesellschaft (BME) zählte in der Mitte des 19. Jahrhunderts zu den Eisenbahngesellschaften, die wichtige Teile des Rheinlands und Westfalens durch die Eisenbahn erschlossen haben. Nach der bereits 1849 eröffneten Bahnstrecke zwischen Elberfeld und Dortmund sollte in den 1860er Jahren auch eine neue Strecke auf dem Abzweig zwischen Gruiten und Köln entstehen. Verschiedene Varianten einer Trassierung wurden durch die BME entwickelt, die kostengünstigste dieser Varianten sah eine Nord-Süd-Verbindung zwischen den heute auf Solinger Stadtgebiet befindlichen Orten Caspersbroich und Landwehr vor. Dabei mussten allerdings das Tal der Itter und des Lochbachs kostspielig durch Dämme überwunden werden. Das sumpfige Gelände und die mangelnde Verfügbarkeit von Erde stellte zusätzliche Probleme dar. Vorteilhaft für die Trassenführung war die dünne Besiedlung durch einzelne Höfe, so dass keine großflächigen Umsiedlungen innerhalb der damaligen Gemeinden Merscheid und Höhscheid nötig waren.:113
Die BME erhielt am 11. Mai 1863 die Konzession für den Bau der Bahnanlage von Gruiten über Opladen nach Deutz. Am 31. Oktober 1863 beschloss die BME, auch eine Zweigbahn von Ohligs nach Solingen zu bauen. Baubeginn für die Strecke zwischen Gruiten und Deutz war der 27. November 1864, mit dem Bau der Zweigbahn nach Solingen wurde 1865 begonnen.:113 Die Aufschüttung der Bahndämme und die Errichtung der Bahngleise erfolgte bis 1867, wobei dem Bahnbau Teile der Hofschaften Kullen, Rennpatt und Scharrenbergerheide rund um den späteren Bahnhof zum Opfer fielen.

### Errichtung des Bahnhofes
Für den Bau eines Bahnhofes bei der Hofschaft Hüttenhaus auf damaligem Merscheider Stadtgebiet sowie den Bau eines Kopfbahnhofes am Ende der Zweigbahn am Solinger Weyersberg sollten die Städte des oberen Kreises Solingen insgesamt 57.000 Taler zuschießen. Die Stadt Wald weigerte sich, die Kosten mit zu tragen, denn sie erhielt keinen Anschluss an das Eisenbahnnetz. Die Stadt Merscheid verlangte einen Bahnhof nahe dem Dorf Merscheid, was die Bahnverwaltung jedoch ablehnte, daher verweigerte auch sie eine Kostenbeteiligung. Schließlich erklärte sich die Stadt Solingen bereit, die Anteile von Wald und Merscheid zu übernehmen, damit die beiden Bahnhöfe gebaut werden konnten. Auf diese Weise kam die Stadt Merscheid ohne weitere Kosten zu dem Bahnhof bei Hüttenhaus, der die Entwicklung der späteren Stadt Ohligs stark positiv beeinflussen sollte.:52
Der erste Teilabschnitt der neuen Bahnstrecke von Gruiten bis Opladen konnte am 25. September 1867 feierlich eröffnet werden, zeitgleich mit dem auf freiem Feld gelegenen neuen Bahnhof, der den Namen der angrenzenden Orte, Bahnhof Ohligs-Wald, erhielt. Laut Rosenthal wurde er allerdings zunächst nach der angrenzenden Hofschaft Hüttenhaus benannt.:113 Auch die 5,6 Kilometer lange Stichstrecke vom neuen Bahnhof Ohligs-Wald zum Weyersberg wurde am selben Tag eingeweiht. Aus dieser Stichstrecke entwickelte sich nach dem Bau der Müngstener Brücke später die Bahnstrecke Solingen–Remscheid.
Die Eröffnung des Bahnhofes an der gut frequentierten Strecke 1867 hatte für das nahe Ohligs einen enormen Wirtschaftsboom zur Folge. So wuchs etwa die Einwohnerzahl der Stadt Merscheid (ab 1891 Ohligs genannt) in direkter Folge des Bahnanschlusses von knapp 8.000 im Jahre 1867 auf über 30.000 im Jahre 1913 an. Die Bodenpreise in unmittelbarer Bahnhofsnähe verteuerten sich über die Jahre massiv, auch die Bebauung verdichtete sich.

### Betriebsjahre bis zur Umbenennung

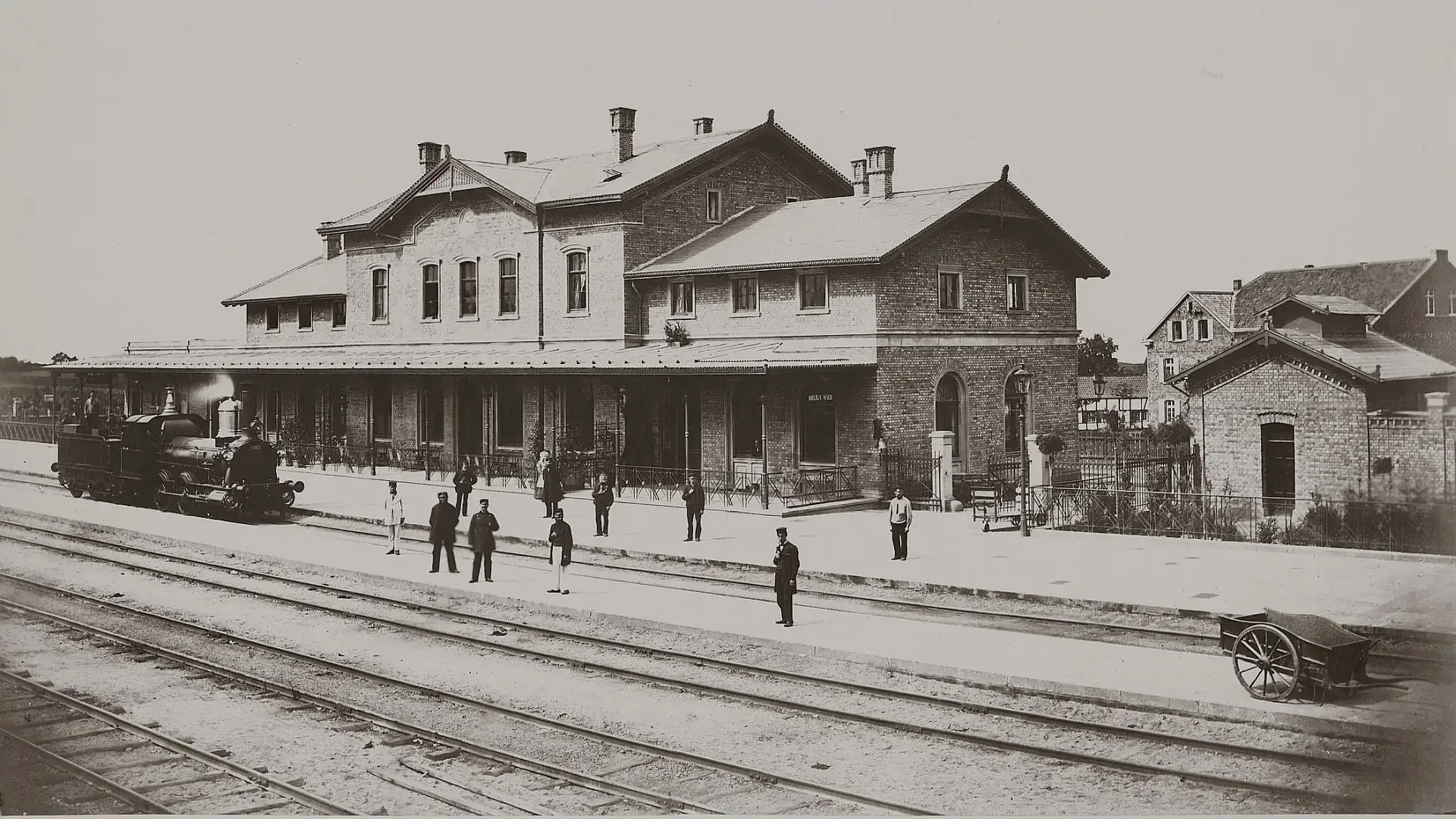
Bahnhof Ohligs-Wald um 1887

Bereits im ersten Jahr nach der Eröffnung wurden am Bahnhof Ohligs-Wald über 300.000 Passagiere abgefertigt, außerdem 1,4 Millionen Tonnen Güter, hauptsächlich Steinkohle und Koks. Am Bahnhof wurden aber auch Stahl, Baustoffe und Lebensmittel angeliefert. Von dem Anschluss an den Güterverkehr profitieren zudem die aufstrebenden Großbetriebe der Ohligser Industrie, darunter Kronprinz und Bremshey, deren Fabriken ebenfalls in Bahnhofsnähe entstanden. Die dort hergestellten Produkte konnten vom Bahnhof in Ohligs aus versandt werden.
Der Bau von Bahnstrecke und Bahnhof hatte die Wegeverbindung zwischen Ohligs und Merscheid bei Hüttenhaus unterbrochen, eine Brücke gab es zunächst nicht. In der Anfangszeit mussten daher Reisende direkt über die Gleise gehen, um zwischen den Zügen von/nach Wuppertal und Köln in die Züge nach Solingen umzusteigen. 1879 wurde die sogenannte Jammerbrücke eingeweiht, die die Gleise in Höhe des Bahnhofes überspannte und eine gefahrlose Querung wieder möglich machte. Eine lange von der Bevölkerung geforderte Bahnhofsunterführung wurde erst 1927 gebaut und am 2. Februar 1928 eingeweiht.

1890 entfiel der Zusatz Wald im Namen des Bahnhofes, da die Stadt Wald 1887 einen eigenen Bahnhof an der sogenannten Korkenzieherbahn zwischen Solingen und Vohwinkel erhalten hatte. Der Bahnhof Ohligs wurde Im Jahre 1894 zum Kreuzungsbahnhof, als die Bahnstrecke zwischen Düsseldorf und Hilden bis nach Ohligs verlängert wurde. Die Bahnstrecke Düsseldorf–Ohligs, die aus westlicher Richtung verläuft, wurde zwischen Keusenhof und Schnittert von Norden her in einer langgezogenen Kurve trassiert, bevor sie die Gleise der Bahnstrecke nach Haan in Höhe der Kottendorfer Straße untertunnelt und den Bahnhof Ohligs im östlichen Bereich erreicht. Für den Bau der Gleise und die Erweiterung des Bahnhofs in östliche Richtung mussten erneut Häuser in der Ortschaft Kullen niedergelegt werden. Damit erstreckte sich der Bahnkörper fortan bis zum ehemaligen Ohligser Gaswerk an der heutigen Tunnelstraße. Im Jahre 1914 wurde am Bahnhof Ohligs die einmillionste Fahrkarte verkauft.

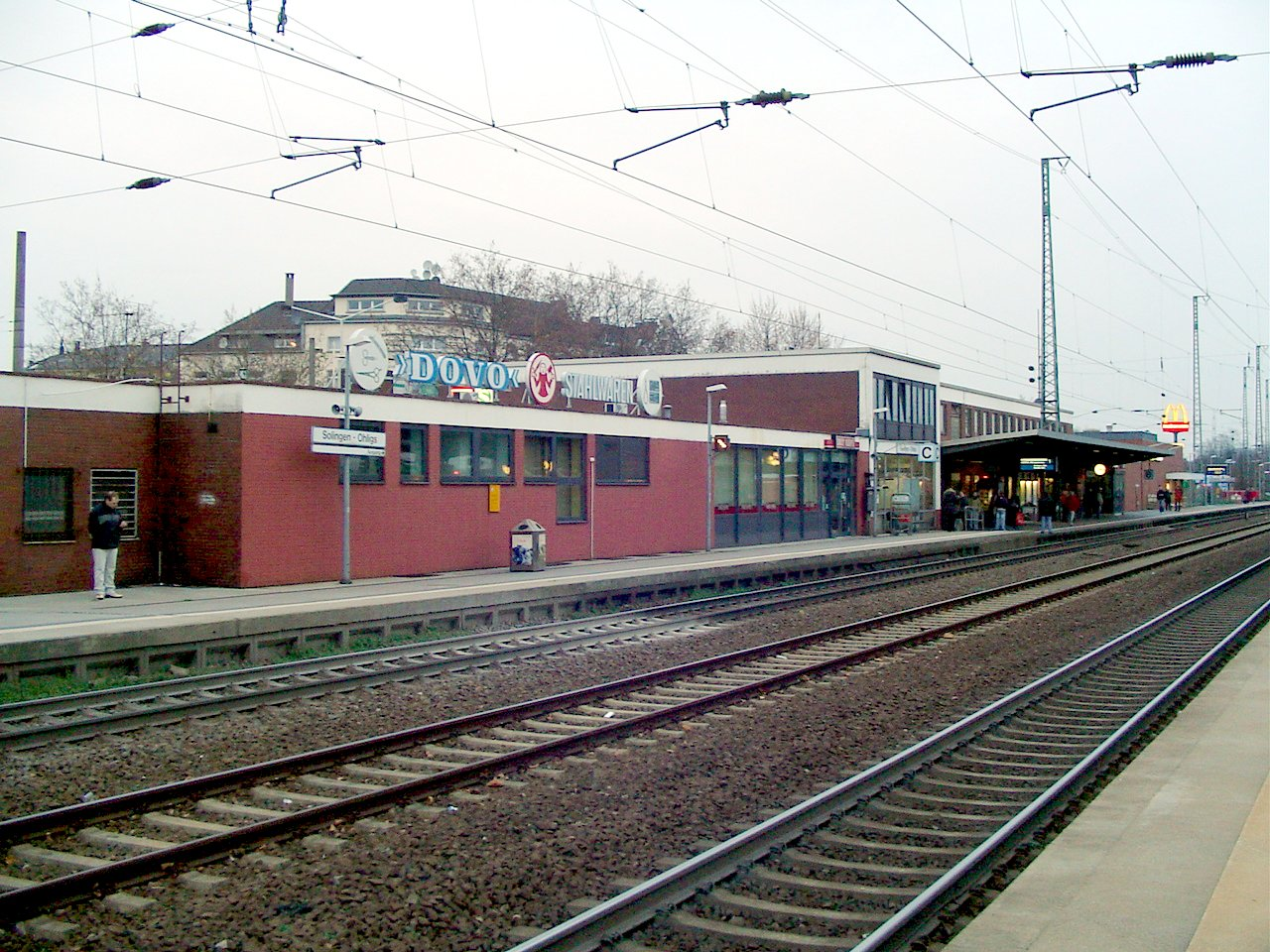
Bahnhof Solingen-Ohligs vor der Umbenennung

Mit Wirkung zum 1. August 1929 wurde die Stadt Ohligs mit Wald, Höhscheid, Gräfrath und Solingen zur neuen Großstadt Solingen vereinigt. Mit der Eingemeindung nach Solingen erhielt der Bahnhof im Jahr 1929 den Namen Solingen-Ohligs. Im Jahre 1960 begannen die Arbeiten zur Elektrifizierung der Bahnstrecke zwischen Köln und Wuppertal. Sie konnten nach vier Jahren Bauzeit im Jahr 1964 abgeschlossen werden; am 29. Mai 1964 befuhr die erste E-Lok den Ohligser Bahnhof.:40 Das stark ramponierte Empfangsgebäude des Ohligser Bahnhofes wurde 1966 abgerissen und durch einen modernen, schlicht gestalteten Neubau an gleicher Stelle ersetzt. Das neue Empfangsgebäude wurde am 26. Januar 1967 eingeweiht.:43 Am 1. Juli 1970 begannen die Bauarbeiten für die Umgestaltung des Bahnhofsumfeldes. Mit einer Investitionssumme von 10 Millionen D-Mark wurde der Bahnhofsvorplatz umgestaltet, die Düsseldorfer Straße zur Fußgängerzone umgebaut und die Bushaltestellen am neuen Busbahnhof neben dem Bahnhof zusammengelegt. Die den Bahnhof unterquerende Fußgängerunterführung von der Sauerbreystraße wurde bis zur Düsseldorfer Straße verlängert.:46 Der Platz vor dem neuen Empfangsgebäude erhielt 1972 den Namen Bremsheyplatz.:48
Im Jahre 1979 wurde der Bahnhof Solingen-Ohligs Haltepunkt für InterCity-Verbindungen, erhielt also Anschluss an den überregionalen Fernverkehr. Im neu gegründeten Verkehrsverbund Rhein-Ruhr wurde der Betrieb der Strecke von Solingen-Ohligs nach Düsseldorf nach einem Jahrzehnt der Planungen am 26. September 1980 auf einen S-Bahn-Betrieb umgestellt, die Linie S 7 verband den Bahnhof fortan mit dem Düsseldorfer Flughafen. In diesem Zusammenhang entstand unweit des Ohligser Bahnhofes der neue Haltepunkt Solingen-Vogelpark. Auch die Park&Ride-Fläche des Bahnhofes wurde 1980 eröffnet. Anfang der 1990er Jahre reduzierte die Deutsche Bundesbahn die Serviceangebote am Bahnhof Solingen-Ohligs sowohl im Personen- als auch im Güterverkehr. Die Gepäck- und Expressgutabfertigung wurden geschlossen und die Stückgutabfertigung wurde fortan eingestellt.

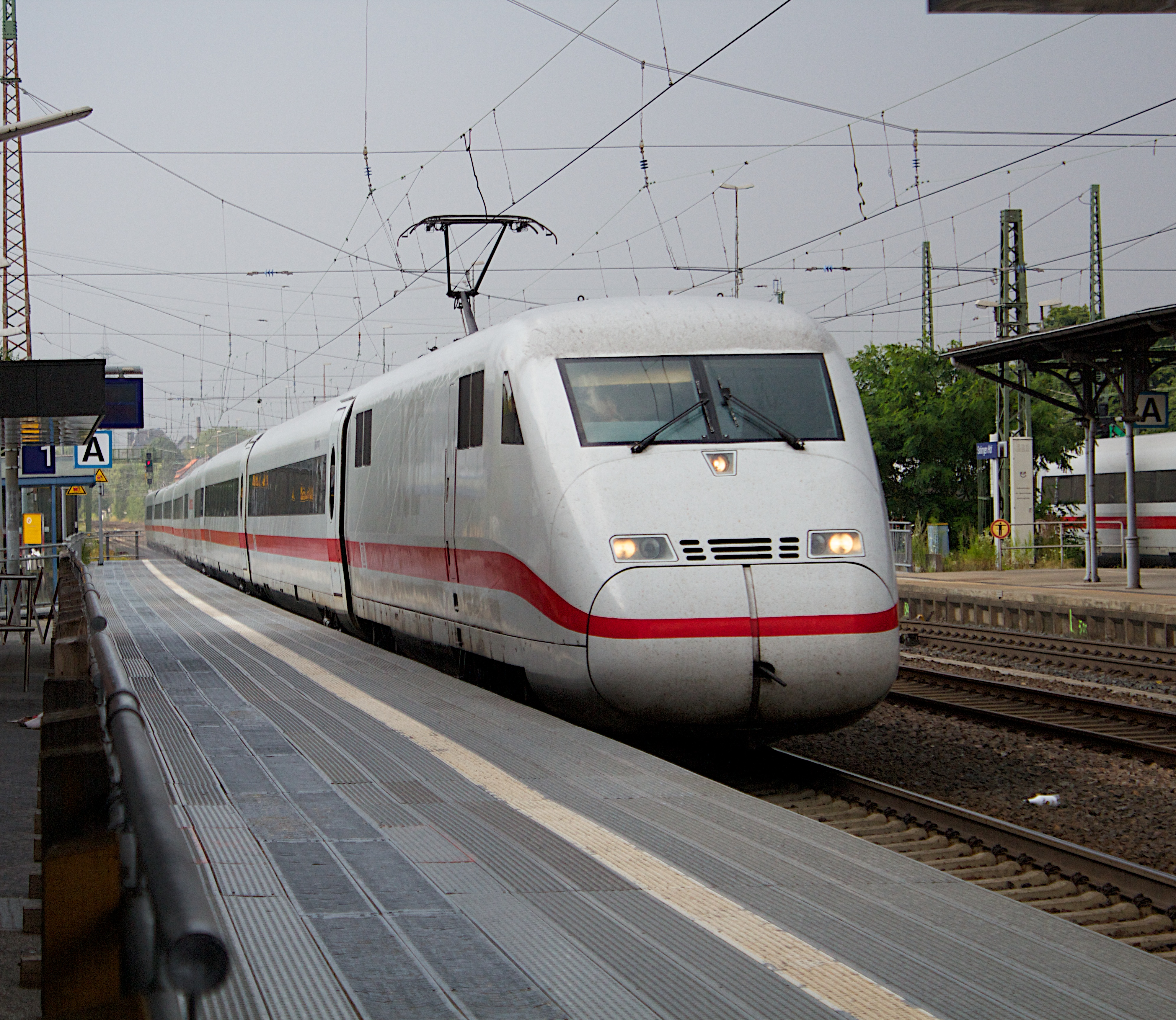
ICE in Solingen Hauptbahnhof

Zum Fahrplanwechsel am 15. Dezember 2002 wurde der Bahnhof Solingen-Ohligs regelmäßiger ICE-Halt. Für den ICE-konformen Ausbau der Bahnsteige musste die Deutsche Bahn zuvor weit über 1 Million Euro investieren.:78

### Solingen Hauptbahnhof seit 2006

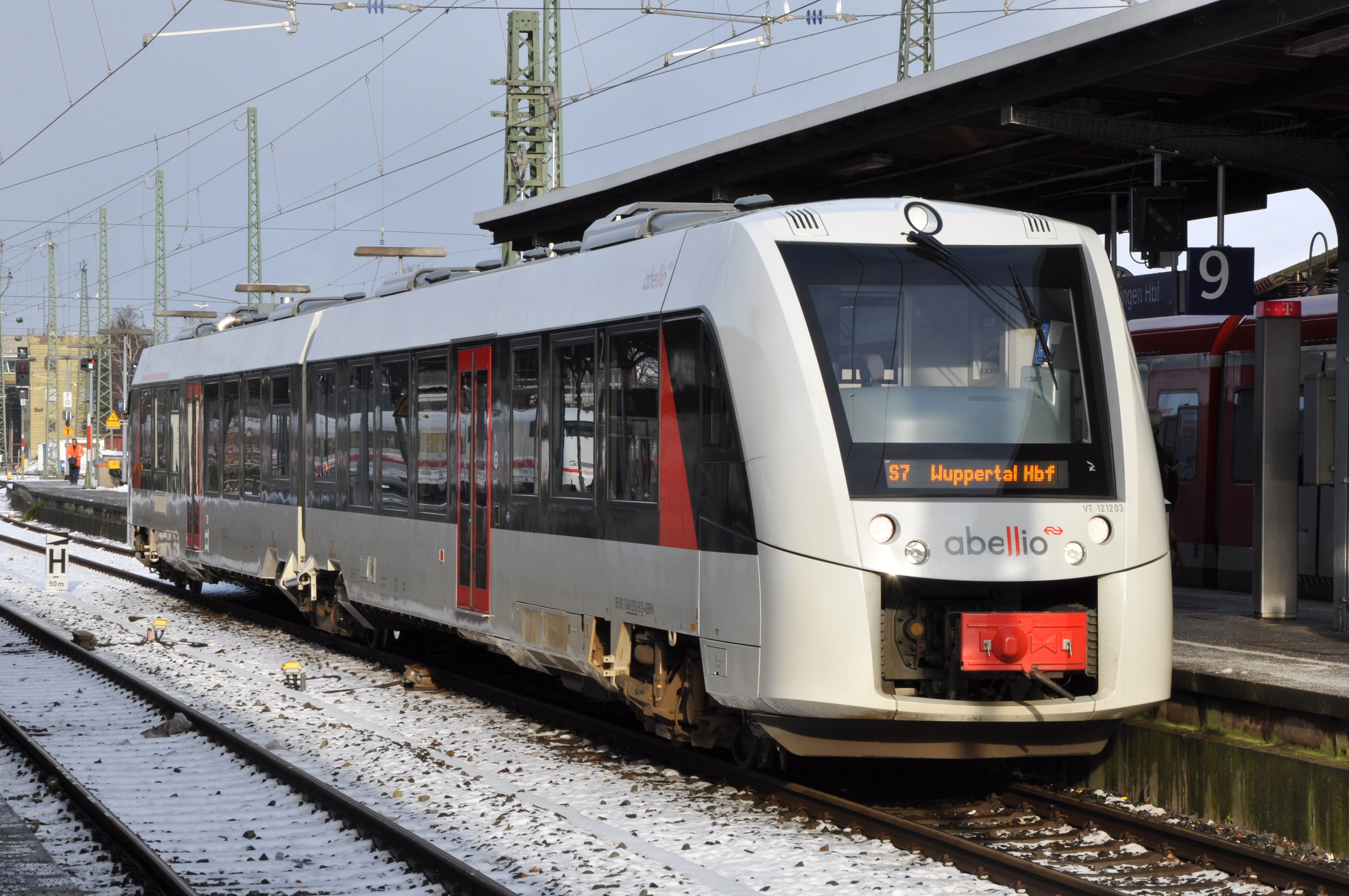
Zug der S 7 „Der Müngstener“ von Abellio in Solingen Hauptbahnhof

Die Verkehrsbedeutung des Ohligser Bahnhofs überstieg seit jeher die der anderen Bahnhöfe Solingens und auch die des bisherigen Hauptbahnhofs, da nur der Ohligser Bahnhof an einer Fernbahnstrecke lag, als Kreuzungsbahnhof einen Knotenpunkt aller Solinger Eisenbahnstrecken bildete und als einzige Station von allen Regionalzügen in Solingen angefahren wurde. Aus diesem Grund wurde vielfach diskutiert, ihn als Solingen Hauptbahnhof zu bezeichnen und den bisherigen Hauptbahnhof entsprechend umzubenennen. Noch im November 1993 lehnte der Solinger Stadtrat die Umbenennung des Ohligser Bahnhofes in Solingen Hauptbahnhof aus Kostengründen jedoch ab.:69
Als im Rahmen der Regionale 2006 der bisherige, baulich heruntergekommene Hauptbahnhof in der Innenstadt stillgelegt und durch zwei verkehrsgünstiger gelegene Bahnstationen (Mitte und Grünewald) ersetzt werden sollte, wurde die Diskussion um eine Umbenennung des Ohligser Bahnhofes, der nun sogar ICE-Halt geworden war, erneut angeheizt. Schließlich fand sich eine politische Mehrheit für diesen Vorschlag und auch die Deutsche Bahn war einverstanden. Zum Fahrplanwechsel am 10. Dezember 2006 erhielt der Bahnhof den Namen Solingen Hauptbahnhof. In diesem Zusammenhang wurde zwischen 2007 und 2009 auch der Bahnhofsvorplatz sowie der Busbahnhof neu gestaltet. Der Taxistand wurde um 50 Meter verlegt, um einen direkten Zugang zur oberen Düsseldorfer Straße zu ermöglichen. Zum Fahrplanwechsel am 13. Dezember 2009 wurde die Linie S 7 eingestellt, seither verkehrt die Linie S 1 von Dortmund über Düsseldorf nach Solingen. Im Jahr 2013 wurde die ehemalige Regionalbahn 47 durch die neue S-Bahn-Linie S 7 ersetzt.
Im Zuge der Modernisierungsoffensive 2, einem Partnerprogramm des Bundes, des Landes Nordrhein-Westfalen und der Bahn, wurde das Empfangsgebäude mit energetischen Maßnahmen saniert. Von 2015 an wurden auch die Verkehrsflächen aufgewertet. Dabei wurden alle Bahnsteige auf 76 Zentimeter Einstiegshöhe angehoben und auf 430 Meter verlängert. Die Dächer der Bahnsteige 1, 3 und 8 wurden abgerissen und durch Neubauten ersetzt. Die gesamten Baukosten betrugen rund 9,5 Millionen Euro.
Auf der Rückseite des Hauptbahnhofes soll im Sommer 2023 ein Hotel eröffnet werden. In diesen Hotelneubau integriert soll es von der Steinstraße aus einen direkten Zugang zum Bahnhof geben, der die bisherige Treppe ersetzen soll. Zur Vorbereitung auf den Hotelneubau wurden im Herbst 2019 auf der Rückseite des Bahnhofes zwei nicht mehr genutzte Betriebsgebäude der Deutschen Bahn abgerissen. Die Stadt Solingen verfolgt das Ziel, die letzten verbliebenen Industriebetriebe, die den Gleisanschluss auf der Ostseite des Hauptbahnhofs nutzen, innerhalb des Stadtgebietes umzusiedeln, damit das sogenannte Hansa-Quartier für Dienstleistungsunternehmen entwickelt und vermarktet werden kann. Zuvor hatten sich in unmittelbarer Bahnhofsnähe bereits die Firmen WebID Solutions und codecentric AG niedergelassen.

## Bedienung

### Fernverkehr
Im Schienenpersonenfernverkehr wird der Solinger Hauptbahnhof von folgenden Intercity- und Intercity-Express-Linien bedient (Stand Jahresfahrplan 2025):
| Linie  | Linienverlauf | Takt          | Gleis |
| ------ | --- | ------------- | ----- |
| ICE 42 | Kiel – Neumünster – Hamburg-Altona – Hamburg Dammtor – Hamburg – Hamburg-Harburg – Bremen – Osnabrück – Münster – Dortmund – Hagen – Wuppertal – Solingen – Köln – Frankfurt Flughafen – Mannheim – Stuttgart – Ulm – Augsburg – München-Pasing – München                                                                  | 120 min       | 1/3   |
| ICE 43 | Hannover – Minden – Bad Oeynhausen – Herford – Bielefeld – Gütersloh – Hamm – Dortmund – Hagen – Wuppertal – Solingen –Köln – Frankfurt Flughafen – Mannheim – Karlsruhe – Baden-Baden – Offenburg – Freiburg – Basel Bad – Basel SBB                                                                                      | einzelne Züge | 1/3   |
| ICE 49 | Dortmund – Hagen – Wuppertal – Solingen – Köln –Köln/Bonn Flughafen –Siegburg/Bonn – Montabaur – Limburg Süd – Frankfurt Flughafen – Frankfurt | ein Zug       | 1/3   |
| ICE 55 | Dresden – Dresden-Neustadt – Riesa – Leipzig – Leipzig/Halle Flughafen – Halle – Köthen – Magdeburg – Braunschweig – Hannover – Minden – Bad Oeynhausen – Herford – Bielefeld – Gütersloh – Hamm – Dortmund – Hagen – Wuppertal – Solingen – Köln – Bonn – Koblenz – Mainz – Mannheim – Heidelberg – Vaihingen – Stuttgart | ein Zugpaar   | 1/3   |
| ICE 91 | Dortmund – Hagen – Wuppertal – Solingen – Köln – Bonn – Koblenz – Mainz – Frankfurt Flughafen – Frankfurt – Hanau – Würzburg – Nürnberg – Regensburg – Passau – Linz – St. Pölten – Wien Meidling – Wien | ein Zugpaar   | 1/3   |
| IC 55  | Dresden – Leipzig – Hannover – Bielefeld – Hamm – Dortmund – Wuppertal – Solingen – Köln | 120 min       | 1/3   |

### Regionalverkehr
Im Schienenpersonennahverkehr verkehren die folgenden Regional-Express-, Regionalbahn und S-Bahn-Linien im Solinger Hauptbahnhof:
| Linie | Linienverlauf | Takt                                                                                     | Betreiber             | Gleis |
| ----- | --- | ---------------------------------------------------------------------------------------- | --------------------- | ----- |
| RE 7  | Rhein-Münsterland-Express: Rheine – Emsdetten – Greven – Münster Hbf – Münster-Hiltrup – Drensteinfurt – Hamm (Westf) Hbf – Bönen – Unna – Holzwickede – Schwerte – Hagen Hbf – Ennepetal (Gevelsberg) – Schwelm – Wuppertal-Oberbarmen – Wuppertal Hbf – Solingen Hbf – Opladen – Köln Messe/Deutz – Köln Hbf – Dormagen – Neuss Hbf – Meerbusch-Osterath – Krefeld-Oppum – Krefeld Hbf Stand: Fahrplanwechsel Dezember 2023 | 60 min                                                                                   | National Express      | 1/3   |
| RE 47 | Düssel-Wupper-Express: Düsseldorf Hbf – Düsseldorf-Eller Mitte – Hilden – Solingen Hbf – Solingen-Grünewald – Solingen Mitte – Remscheid-Güldenwerth – Remscheid Hbf – Remscheid-Lennep Stand: April 2024 | 60 min                                                                                   | Regiobahn             | 8/9   |
| RB 48 | Rhein-Wupper-Bahn: Wuppertal-Oberbarmen – Wuppertal-Barmen – Wuppertal Hbf – Wuppertal-Vohwinkel – Haan-Gruiten – Haan – Solingen Hbf – Leichlingen – Opladen – Leverkusen-Manfort – Köln-Mülheim – Köln Messe/Deutz – Köln Hbf – Köln West – Köln Süd – Hürth-Kalscheuren – Brühl – Sechtem – Roisdorf – Bonn Hbf – Bonn UN Campus – Bonn-Bad Godesberg – Bonn-Mehlem Stand: Fahrplanwechsel Dezember 2021 | 30 min (W-Oberbarmen–Köln) 30 (HVZ)/60 min (Köln–Bonn Hbf) 60 min (Bonn Hbf–Bonn-Mehlem) | National Express Rail | 1/3   |
| S 1   | Solingen Hbf – SG-Vogelpark – Hilden Süd – Hilden – D-Eller – D-Eller Mitte – D-Oberbilk – D-Volksgarten – Düsseldorf Hbf – D-Wehrhahn – D-Zoo – D-Derendorf – D-Unterrath – D-Flughafen – Angermund – DU-Rahm – DU-Großenbaum – DU-Buchholz – DU-Schlenk – Duisburg Hbf – MH-Styrum – Mülheim (Ruhr) Hbf – E-Frohnhausen – Essen West – Essen Hbf – E-Steele – E-Steele Ost – E-Eiberg – Wattenscheid-Höntrop – BO-Ehrenfeld – Bochum Hbf – BO-Langendreer West – BO-Langendreer – DO-Kley – DO-Oespel – DO-Universität – DO-Dorstfeld Süd – DO-Dorstfeld – Dortmund Hbf Stand: Fahrplanwechsel Dezember 2023 | 30 min 20 min (Solingen–Duisburg wochentags)                                             | DB Regio              | 10    |
| S 7   | Der Müngstener: Wuppertal Hbf – W-Unterbarmen – W-Barmen – W-Oberbarmen – W-Ronsdorf – RS-Lüttringhausen – RS-Lennep – Remscheid Hbf – RS-Güldenwerth – SG-Schaberg – Solingen Mitte – SG-Grünewald – Solingen Hbf Stand: Fahrplanwechsel Dezember 2023 | 20 min (wochentags) 30 min (Wochenenden/Feiertage)                                       | RheinRuhrBahn         | 9     |

### Busverkehr
Vom Bahnhofsvorplatz verkehren Bus- und O-Bus-Linien:
| Linie | Linienverlauf                                                                                              |
| ----- | --- |
| 681   | Hauptbahnhof ↔ Solingen-Merscheid ↔ Solingen-Mitte Graf-Wilhelm-Platz ↔ Solingen Mitte ↔ Solingen-Hästen   |
| 682   | Hauptbahnhof ↔ Solingen-Wald ↔ Solingen-Mitte Graf-Wilhelm-Platz ↔ Solingen Grünewald ↔ Solingen-Höhscheid |

| Linie | Linienverlauf |
| ----- | --- |
| 691   | Sankt-Lukas-Klinik ↔ Hauptbahnhof ↔ Solingen-Aufderhöhe ↔ Solingen-Höhscheid ↔ (Solingen-Rüden, nur an Sonn- und Feiertagen) |
| 694   | Hauptbahnhof ↔ Solingen-Aufderhöhe |
| 782   | D-Altstadt, Heinrich-Heine-Allee – Benrather Straße – Steinstraße/Königsallee – Berliner Allee – Bilk, Feuerbachstraße – Uni-Kliniken – Werstener Dorfstraße – ohne Halt über A 46 – Hilden-Nord, Grünewald – Richard-Wagner-Straße – Kleef – Hilden-Mitte, Gabelung – Hilden Süd – Hildorado – Hilden-Ost, Trotzhilden – Solingen-Vogelpark – Solingen Hbf |
| 783   | Hilden-West, Dorotheenviertel – Horster Allee – Kleinhülsen – Hilden , Westseite – Hilden-Mitte, Fritz Gressard-Platz – Am Rathaus – Gabelung – Hilden, Krankenhaus – Hilden-Ost, Trotzhilden – Solingen-Vogelpark – Solingen Hbf |
| 791   | Solingen Hbf – Solingen-Ohligs Markt – Langenfeld-Wiescheid – Immigrath – Langenfeld Stadtmitte – Langenfeld – Monheim, Busbahnhof – Monheim, mona mare |
| 792   | Haan, Robert-Koch-Straße – Haan Markt – Haan, Böttinger Straße – Haan Bf – Haan, Hülsberger Busch – Solingen Vogelpark – Solingen Hbf ab Haan, Hülsberger Busch, weiter als Linie O1 nach Gruiten, Sinterstraße |

Zusätzlich hat der Solinger Hauptbahnhof Anschluss an drei Nachtbuslinien.
| Linie | Linienverlauf                                                                                |
| ----- | -------------------------------------------------------------------------------------------- |
| NE 21 | Hauptbahnhof ↔ Solingen-Merscheid ↔ Solingen-Mitte Graf-Wilhelm-Platz                        |
| NE 22 | Hauptbahnhof ↔ Solingen-Wald ↔ Solingen-Mitte Graf-Wilhelm-Platz                             |
| NE 25 | Hauptbahnhof ↔ Solingen-Aufderhöhe ↔ Solingen-Mangenberg ↔ Solingen-Mitte Graf-Wilhelm-Platz |